# Simon Manley
Simon John Manley CMG (n. 18 de septiembre de 1967) es un diplomático británico y actual embajador representante permanente del Reino Unido ante las Naciones Unidas de 2021.
Se desempeñó como embajador británico en España de 2013 a 2019.

## Enlaces externos

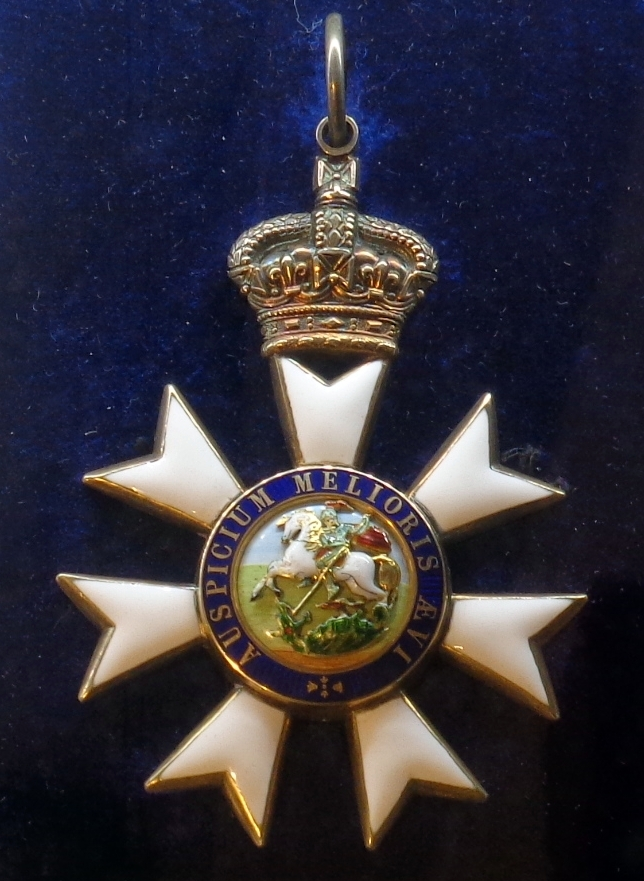
Cruz de CMG